# 上若爾曹
上若爾曹是匈牙利的城鎮，位於該國東北部，距離首府米什科爾茨1公里，由包爾紹德-奧包烏伊-曾普倫州負責管轄，面積16.24平方公里，海拔高度113米，2011年人口6,869，其中約六成居民信奉天主教。

## 外部連結
- 上若尔曹的官方网站（页面存档备份，存于）
- 上若尔曹工业区（页面存档备份，存于）